# Ivaskovics Viktor
Ivaskovics Viktor (Ungvár, 1974. június 28. –) Jászai Mari-díjas magyar színész.

## Életpályája
Szülővárosában az Ungvári Közművelődési Szakiskolában tanult. 1994–1998 között a Kijevi Színház- és Filmművészeti Főiskola hallgatója volt. A Beregszászi Illyés Gyula Magyar Nemzeti Színház társulatának tagjaként számos előadásban láthatta a magyar közönség. Játszott többek között a Nemzeti Színházban, a debreceni Csokonai Színházban, a Gózon Gyula Kamaraszínházban, a Karinthy Színházban, valamint a Váci Dunakanyar Színházban is. 2020-tól a Déryné Program társulatának tagja.

## Filmes és televíziós szerepei
- Liberté '56 (2007) ...Válent Mihály
- Utazás apánkkal (2016) ...orosz turista
- A Sátán fattya (2017) ...orosz katona
- Örök tél (2018)
- Lajkó – Cigány az űrben (2018)
- Apró mesék (2019) ...Andrejev

## Díjai
- Jászai Mari-díj (2025)